# 教養主義
教養主義（）とは、教養を積むことが良いとする生き方、考え方。

## 教養主義の定義
どのような教養を積むことが良いかの考え方はさまざまであり、それぞれに賛否両論がある。その分類としては、次のようなものがある。

### 教養の定義A群
まず、教養の捉え方として、知識の量と知識の領域に着目すると、次の2つがある。
- (A1) 教養とは「その集団人としての常識より少し上の知識、たしなみ」である。
- (A2) 教養とは「大学教育における専門知識に対する基礎・関連の知識」である。

### 教養の定義B群
他方、教養の捉え方として、知識の質と知識への態度に着目すると、次の2つがある。
- (B1) 教養とは「古典を尊び、学問する生き方を大切にすること[注釈 2]」である。
- (B2) 教養とは「学問などを通して人格形成に努力すること」である。

### 教養の定義C群
他方、教養の捉え方として、人間と社会との関係に着目すると、次の2つがある。
- (C1) 教養とは「自分らしく生きるために、世間に働きかけ、それを変えていく知恵・能力」である。これには数種の変種がある[注釈 3]。
- (C2) 教養とは「共同体を円滑にするために政治的行動すること」である[注釈 4]。

### 六つの教養主義
教養主義には、これら6つの教養をそれぞれ第一と考える6つの考え方がある。
これらのうち、A1の習得を第一とする立場はあれもこれもと学問、芸術、生活知識などを漁る生き方であり、いわば俗界教養主義と言うべきものである。A2の習得を第一とする立場はリベラル・アーツ主義とも言うべきものである。この場合はB1をも尊重することにつながりやすい。
B1の習得を第一とする立場は人文主義であり、科学主義とは対照的立場にある。この場合、学問を第一とすれば、それは主知主義であり、学問主義（的生活）であって、芸術主義（的生活）や宗教主義（的生活）とは対照的である。B2の習得を第一とする立場は人格主義である。Bの2つの立場は思想上の教養主義であり、従来とかく問題となってきたのはこの教養主義である。Bの2つの思想は哲学的には理想主義 (アイディアリズム)、人格主義の立場とつながっていて、哲学を重視する立場でもある。
C群の主張は最近出てきたものである。C1は、自己実現や積極的自由を求めるものだと言える。C2の例としては、教養を市民的器量およびそのための自己形成だと定義する立場がある。

## 西洋の教養主義

### リベラル・アーツ主義
西洋ではA2とB1を尊重するリベラル・アーツ主義が根強い。A2の他の要素であるレトリック、ヒューマニズム的伝統もある。リベラル・アーツ教育を専門とする大学も多数ある。また、A2の要素であるギリシア語、ラテン語は長い間、伝統ある大学での必須科目であり、知識人の必須とされてきた。

### 人格主義的教養主義
他方、B1、B2を尊重する文芸上の動きはドイツの「教養小説」に現れている。ヴォルフガング・ゲーテ『ヴィルヘルム・マイスターの修業時代』（1795年、1796年）がその代表である。その立場を評論で著したものには、ヴィルヘルム・フォン・フンボルト『国家活動限界論』（1851年）など数編、ジョン・スチュアート・ミル『自由論』（1859年）、マシュー・アーノルド『教養と無秩序』（1869年）がある。その立場を哲学上で著したのは、イギリスではイギリス理想主義で、その代表はトーマス・ヒル・グリーン『倫理学序説』（1883年）であり、ドイツでは新カント派で、その代表はパウル・ナトルプ『一般教育学』（1905年）である。

## 日本の教養主義
近代日本では教養主義が高揚したときは3つある。

### 明治教養主義
明治末期の明治教養主義者としては、夏目漱石、ケーベル、西田幾多郎などがいる。教養主義を現す著作としては、『随想録』（1907年）などがあり、これはB1、B2を目指すものであった。明治教養主義については筒井清忠の書に詳しい。

### 大正教養主義
大正全般にわたる大正教養主義者としては、阿部次郎、和辻哲郎、安倍能成、倉田百三、土田杏村がいる。代表者の阿部の著作としては『三太郎の日記』（第一は1914年、合本は1918年）、倉田のそれとしては『愛と認識との出発』（1921年）がある。これもB1、B2を目指すものであった。この頃の古典指向を示すものに、『哲学叢書』（全12巻、1915年–1920年）、A2の外国語指向を示すものに旧制高等学校におけるドイツ語熱がある。大正教養主義の状況は渡辺かよ子の書に詳しい。
竹内洋によれば、唐木順三が『展望』1948年3月号に寄稿した論考「型の喪失」（『現代史の試み』には「型と個性の実存――現代史への試み」として所収）によって、「大正教養主義」というワードは世間に流布した。

### 昭和教養主義
昭和10年代の昭和教養主義者としては、戦間期における河合栄治郎、天野貞祐、木村素衛である。代表者の河合の著作としては『学生叢書』（全12巻、1936年–1941年）、『学生に与う』（1940年）、天野のそれとしては『道理の感覚』（1937年）、『道理への意志』（1940年）がある。これもB1、B2を目指すものであった。B1の古典指向を示すものとして、河合による社会科学古典研究会開催（1937年–1938年）、『教養文献解説』（1943年）、A2の外国語指向を示すものとして相変わらずのドイツ語熱がある。河合の教養主義の状況は渡辺かよ子と青木育志の書に詳しい。大正教養主義と昭和教養主義における教養の知識社会学的分析は、竹内洋の書に詳しい。河合らが火をつけた昭和教養主義の雰囲気は戦後も続いたが、1970年頃を境に急激に衰退する。その状態、原因については、竹内洋の書に詳しい。

## 教養主義論争
戦後日本においては、教養と教養主義の意義などを巡って論争が起こり、2000年代以降特に顕著となっている。論者には著作発表順に、唐木順三、筒井清忠、渡辺かよ子、阿部謹也、赤塚行雄、竹内洋、高田里惠子、村上陽一郎、加藤周一、苅部直、斎藤孝、清水真木、原宏之、青木育志などがいる。最大の問題はB2の人格主義的考え方が思想的に意味があるか、ないかである。意味がないと考えるのが人格主義的教養主義否定論、意味があると考えるのが人格主義的教養主義肯定論である。C群を教養と考える者はその考えゆえに人格主義的教養主義否定論となる。

### 人格主義的教養主義否定論
人格主義的教養主義否定論の理由として考えられるものとして、次がある。
1. 人格主義的教養主義は心の問題に沈潜し、社会改革の問題に目を向けない。
2. 人格主義的教養主義は生活が苦しい者には無価値である。
3. 学問、道徳、芸術の習得によって人格陶冶できるとする考えがバカバカしい。教養を積むことと人格形成とは別物である。
4. 昭和教養主義は言及するに値しない。
5. 教養とはBではなく、Cであるから、B2尊重主義にはなれない。

これらの理論にあっては、何をもって教養と見なすのか、A1からC2までのどれを重視するのか、さまざまで一定しない。否定論者と見なされうる者には次がある。B1の価値を認めるがB2の価値を否定する者は、唐木順三、赤塚行雄、村上陽一郎、加藤周一、小林よしのり、であり、ともに否定する者として見なされるのは、阿部謹也、清水真木、原宏之である。

### 人格主義的教養主義肯定論
人格主義的教養主義肯定論の理由として考えられるものとして、次がある。
1. 昭和教養主義は社会改革にも取り組んだ。
2. 人格主義的教養主義は生活レヴェルが上がった戦後では誰でもが取り組める。
3. 学問、道徳、芸術の習得によって人格陶冶できるし、知識人としての性格は堅固となる。逆に学問と人格を切り離すと専門バカとなる。
4. 昭和教養主義は教養主義の理想形態であり、高く評価できる。
5. Cを教養と言うことは問題を複雑にするだけであり、教養とは別の用語（例えば人生知とか市民素養とか）にすべきであり、この問題とは別個の問題である。

肯定論者と見なされうる者には、筒井清忠、渡辺かよ子、竹内洋、青木育志がいる。基本的にこちらの立場と思われるが、その言説からそれに懐疑的見解を見せるのは、高田里惠子、苅部直である。